# Ranunculus palmatifidus
Ranunculus palmatifidus Riedl – gatunek rośliny z rodziny jaskrowatych (Ranunculaceae Juss.). Występuje naturalnie w Pakistanie (na terytorium Gilgit-Baltistan) oraz w Indiach (w stanach Dżammu i Kaszmir i Himachal Pradesh). 

## Morfologia
PokrójBylina o lekko owłosionych pędach. Dorasta do 30–50 cm wysokości.
LiścieLiście odziomkowe są dłoniastozłożone. W zarysie mają prawie nerkowaty kształt. Mierzą 5–10 cm długości. Brzegi są mniej lub bardziej ząbkowane. Ogonek liściowy jest lekko owłosiony i ma 10–20 cm długości. Liście łodygowe są prawie siedzące.
KwiatySą pojedyncze. Pojawiają się na szczytach pędów. Dorastają do 20–22 mm średnicy. Mają 5 owalnych lub eliptycznych działek kielicha, które dorastają do 5–6 mm długości. Mają 5 owalnych płatków o długości 9–11 mm.
OwoceNiełupki o podłużnie owalnym kształcie i długości 2 mm. Tworzą owoc zbiorowy – wieloniełupkę o prawie kulistym kształcie i dorastającą do 6 mm długości.

## Biologia i ekologia
Rośnie na łąkach. Występuje na wysokości od 3400 do 4300 m n.p.m. Kwitnie od lipca do września. 